# Casa Karácsonyi din Gherla
Casa Karácsonyi, în care astăzi funcționează Muzeul de Istorie din Gherla, a fost construită la sfârșitul secolului al XVIII-lea. Construcția este situată pe strada Mihai Viteazul nr. 6, fiind cel mai elocvent exemplu de locuință barocă din Gherla.

## Istoric
Între anii 1859-1930 a funcționat aici Seminarul Teologic Diecezan, înființat de către episcopul Ioan Alexi. În anul 1918, în timpul slujirii episcopului Iuliu Hossu, clădirea a fost cumpărată de Episcopia de Gherla, cu suma de 100.000 coroane. 
În 1976 imobilul a fost transformat în muzeu, atunci fiind mutate toate obiectele ce aparțineau muzeului orășenesc. Cât privește instituția muzeului gherlean, aceasta a apărut în anul 1881 ca muzeu școlar la Preparandia din Gherla. Așadar la baza muzeului de istorie au stat mai multe coleții de piese, dintre care unele aparținând Societății Astra, Muzeului Armenesc, colecția de anuare a Liceului Teoretic „Petru Maior”, precum și o parte dintre colecțiile muzeului din comuna Sic. În anul 1951 muzeul de istorie din Gherla a fost transformat în muzeu raional, funcționând la acea vreme într-o clădire de pe strada Avram Iancu, care ulterior a fost demolată. Abia din 1976 muzeul funcționează în Casa Karácsonyi, situată pe strada Mihai Viteazul la nr. 6.

## Arhitectura

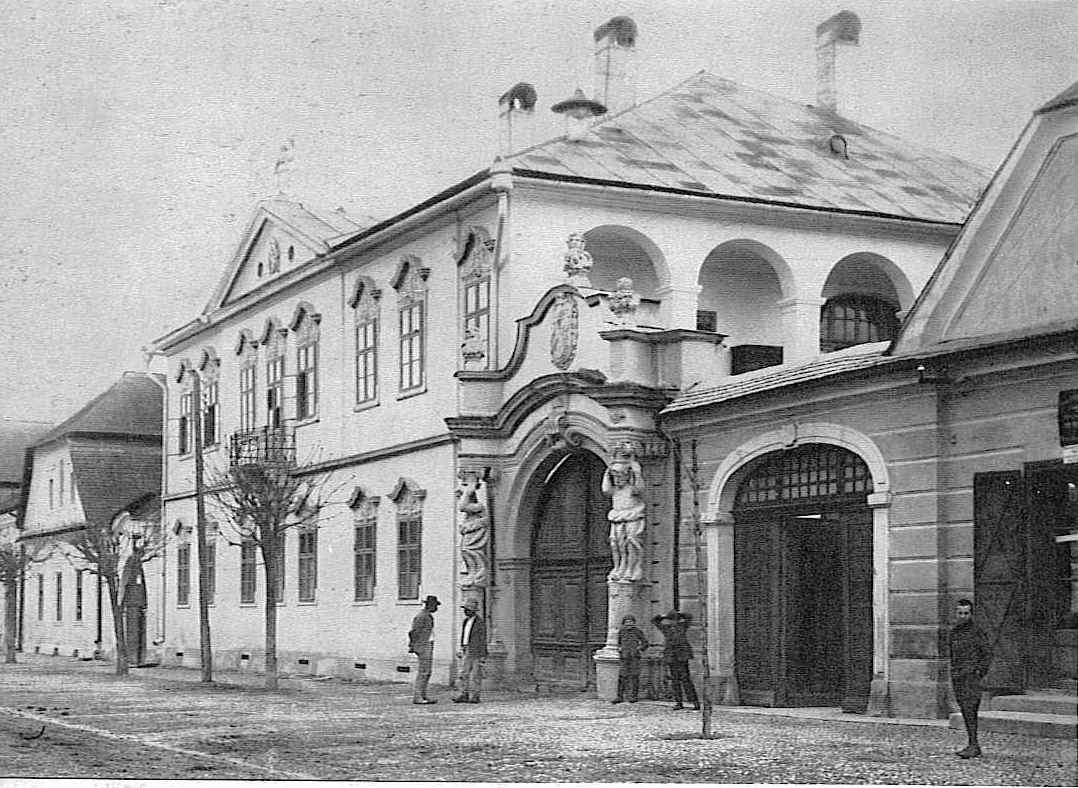
Casa Karácsonyi - secolul XIX

Fațada de la stradă este realizată în manieră clasicistă, care datează de la sfârșitul secolului al XIX-lea. Axul central este marcat printr-un rezalit, unde se află un balcon realizat din grilaj metalic și consolă de piatră. Peste axul central se observă un fronton triunghiular drept realizat în stil baroc. Ferestrele sunt înconjurate de chenare cu acoladă dublă ce prezintă inflexiuni și motive decorative vegetale și hereldice în timpan. În continuarea fațadei se regăsește poarta de acces în curte. Aceasta are un chenar de piatră de profil concav la muchie și semicircular. Pe de o parte și de alta a chenarului porții se află doi atlanți poziționați pe un piedestal înalt. Aceștea constituie o excepție în contextul arhitectonic gherlean fiind executate la un înalt nivel artistic. Fațada de la curte este precedată de un pridvor boltit. Acesta se sprijină pe șapte stâlpi pătrați realizați din piatră. 

### Interiorul

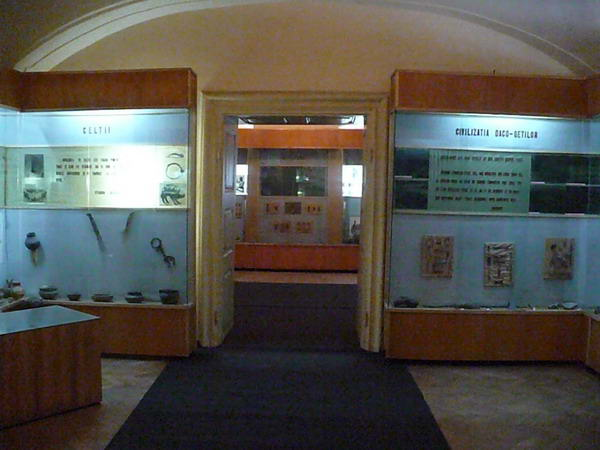
Sală de expoziţie

Casa este construită după modelul „hol central și câte trei camere de fiecare parte”. Accesul spre etaj se face cu ajutorul unei scări din piatră, poziționată la capătul holului central și este executată în două rampe cu balustradă. Se respectă o simetrie când vine vorba despre dispoziția camerelor situate la nivelul doi al clădirii. Construcția este prevăzută cu un subsol care se întinde sub toată casa, fiind o excepție in Gherla, în ceea ce privește clădirea.

## Piesele muzeului

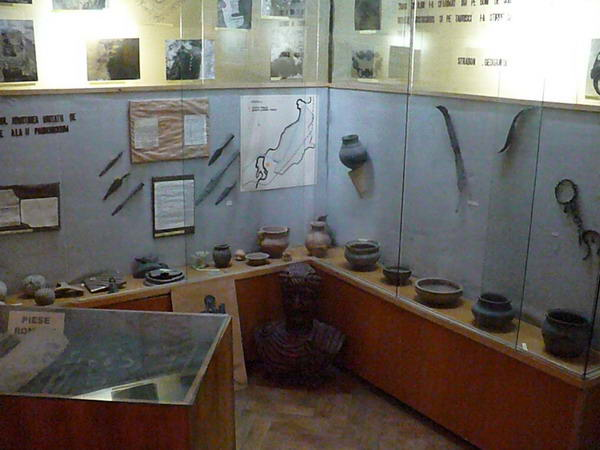
Exponate romane

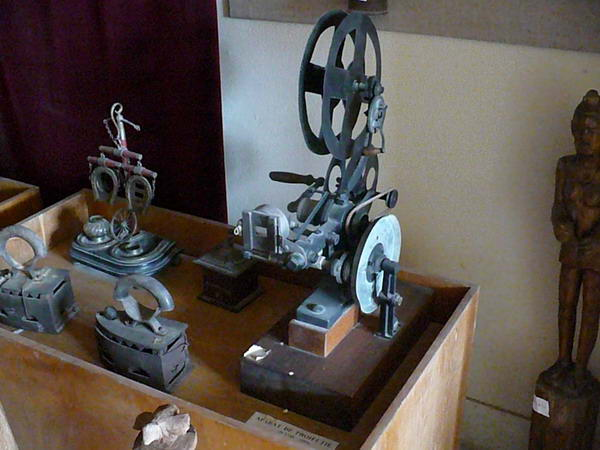
Aparat de proiecţie lumiere

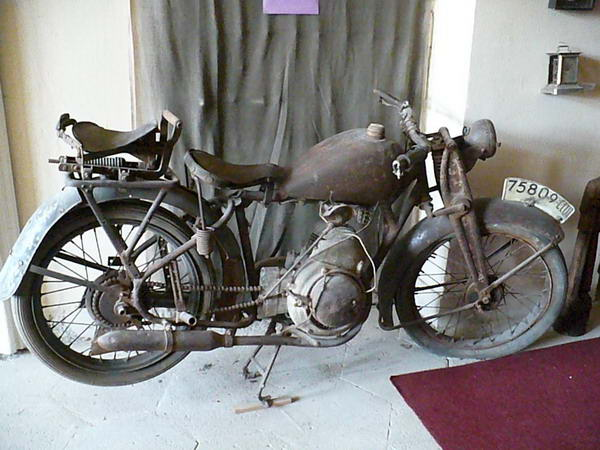
Motocicletă NSU

În prezent Muzeul de istorie Gherla adăpostește peste 19.000 de piese cuprinse în șase colecții. Expoziția permanentă – amenajată în 3 săli – reprezintă prin documentare și materiale arheologice, evoluția societății umane din paleolitic până în secolul al XVIII-lea. Obiectele expuse au fost descoperite la Gherla precum și în zonele limitrofe. Dat fiind faptul ca Gherla este un oraș construit de către armeni, în cadrul muzeului este amenajată o sală armenească unde pot fi văzute piese provenite din mediul religios aparținând cultului armeano – catolic. 

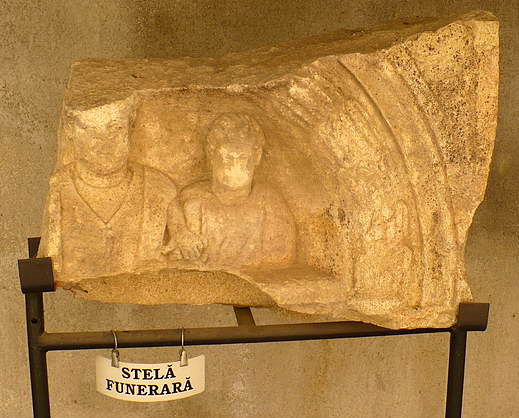
Stelă funerară

În anul 2007 a fost amenajat în curtea muzeului un lapidar roman și medieval, ce cuprinde coloane, ancadramente, cărămizi cu inscripții precum și stele funerare. 
Cele mai importante exponate ce se găsesc la muzeul din Gherla sunt: o sobă de fontă cu cap și corp de femeie (există doar două astfel de exemplare în Europa), o diplomă militară romană din anul 123, un aparat de proiecție Lumiere, o motocicletă NSU și o monedă de aur romană (Aureus), etc.

## Amenajări
Două dintre sălile de la etaj poată numele de Sala Francofonă și Sala Germaniofilă și au fost amenjate prin sprijinul financiar și material venit din partea orașelor Yzeure din Franța și Forchheim din Germania, orașe înfrațite cu municipiul Gherla. În aceste săli, se regăsesc, pe lângă un bogat material bibliografic, costume tradiționale din cele două țări. În perioada anului școlar, elevii doritori pot să urmeze cursuri gratuite de limbă germană sau franceză.
În incinta curții Muzeului de Istorie din Gherla se află Muzeul Cardinalului Iuliu Hossu. Aici sunt expuse elemente importante ale îmbrăcăminții episcopale precum și alte obiecte personale ale înaltului prelat. Tot aici se regăsesc colecții importante de icoane pe sticlă și lemn aparținând școlii de pictură transilvanene. 

## Imagini

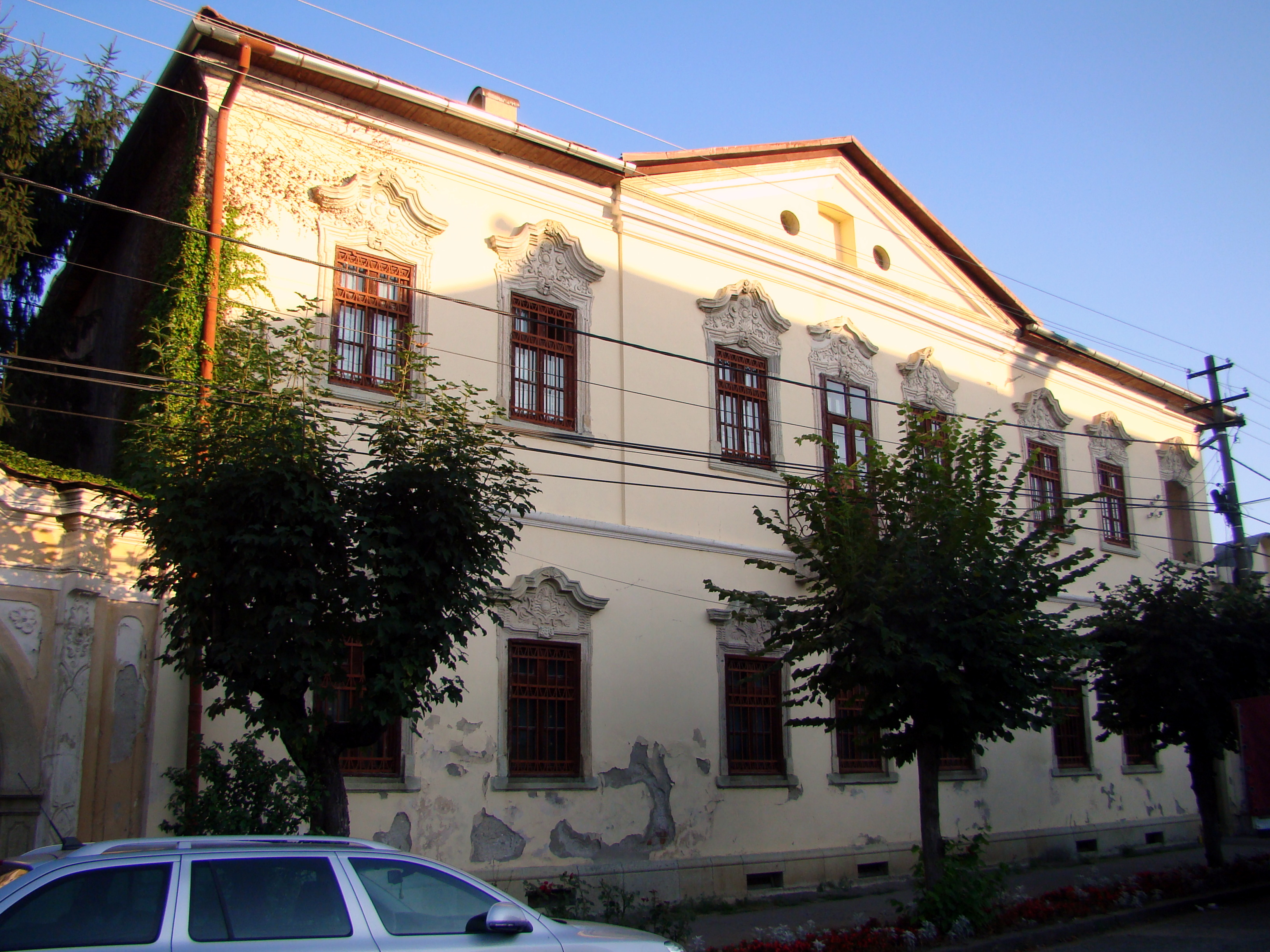
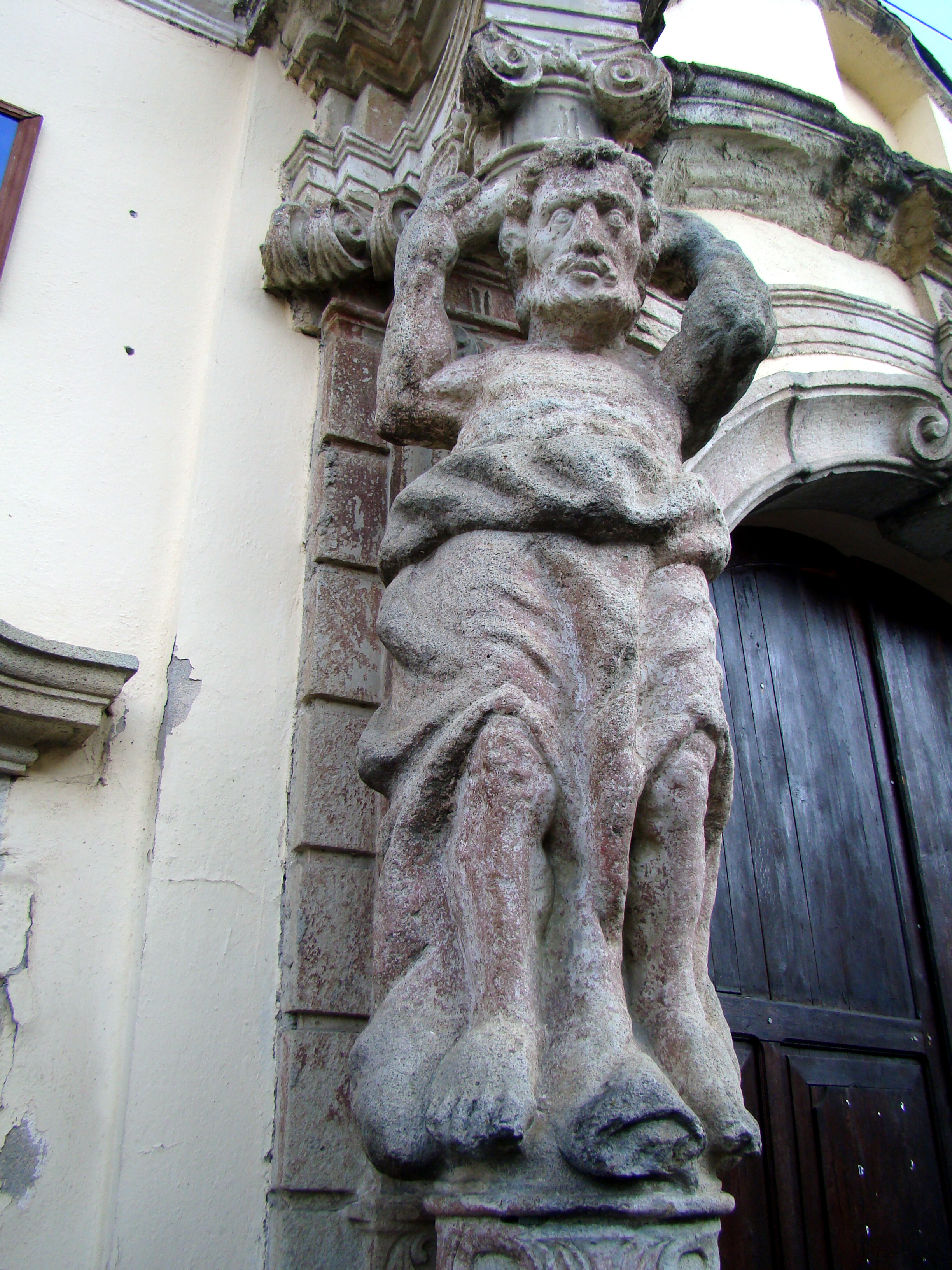
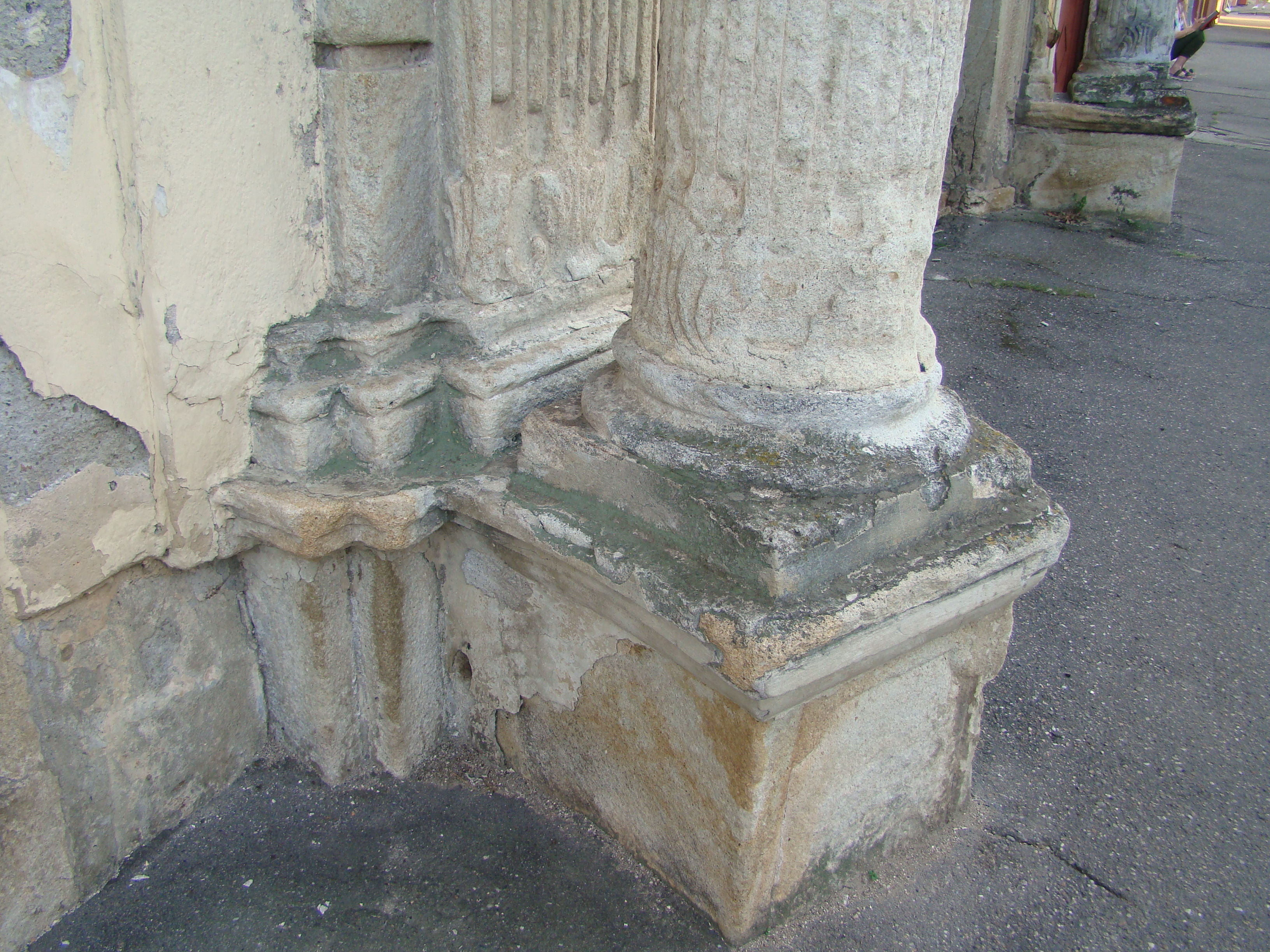
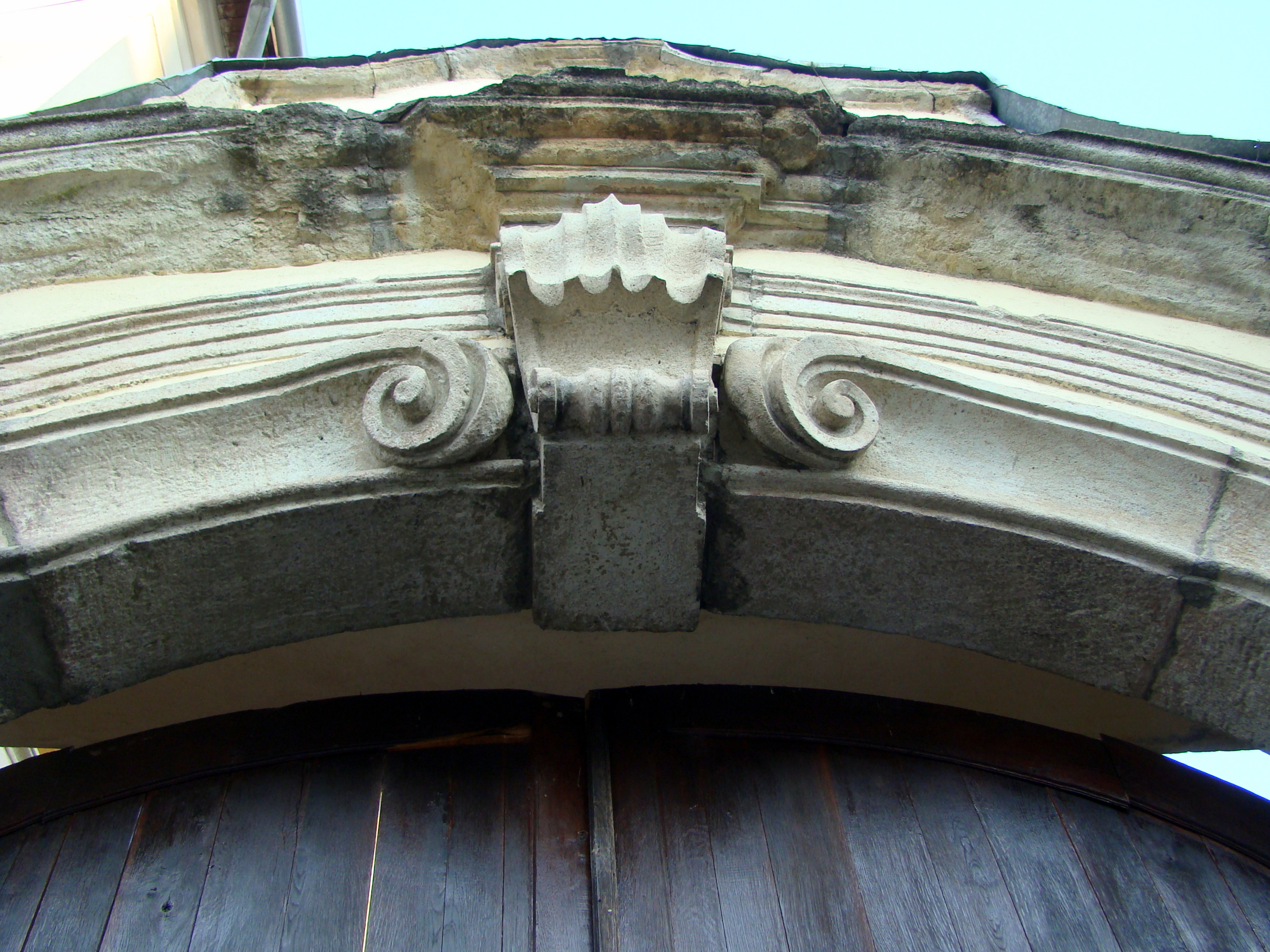
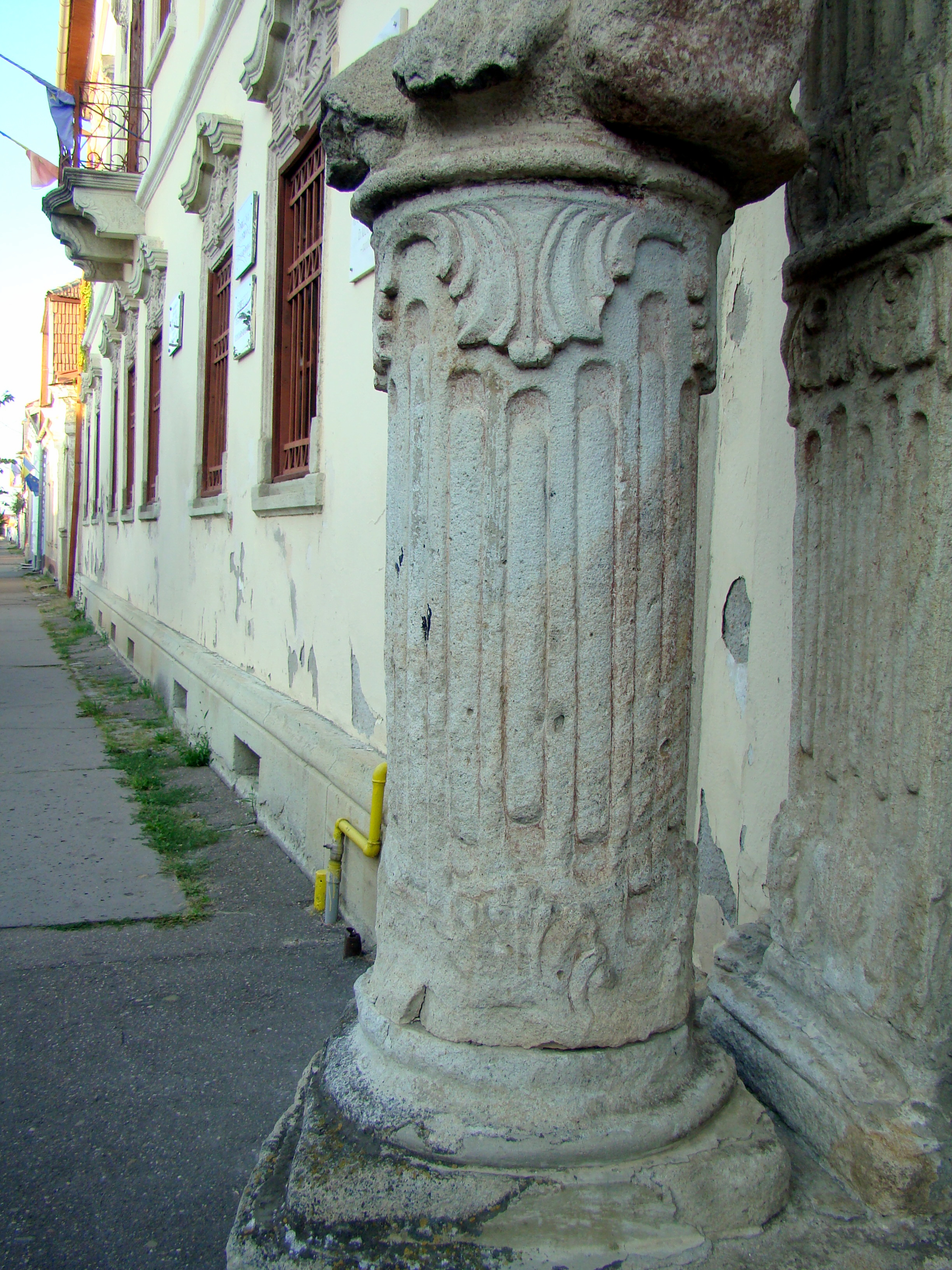
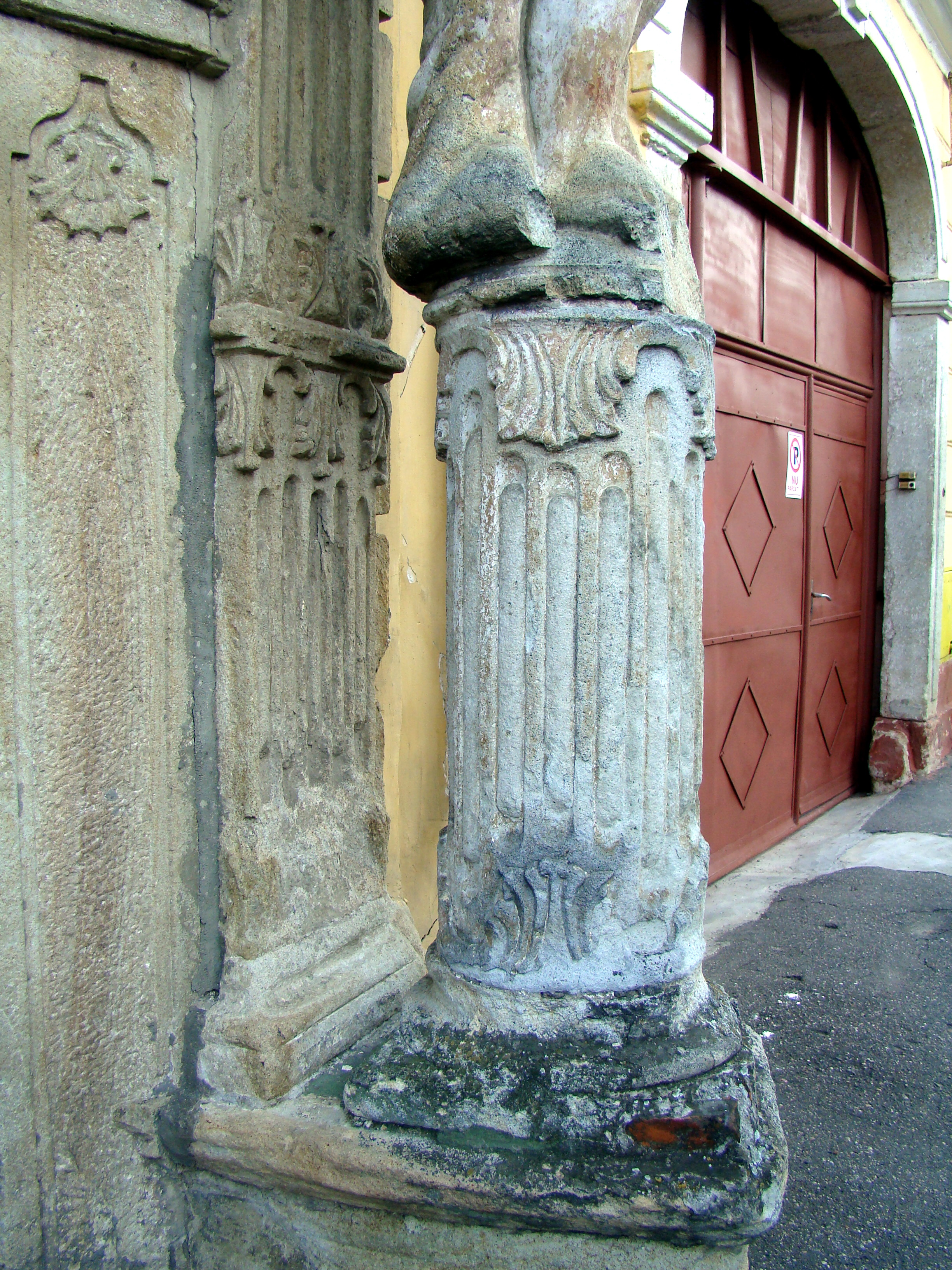
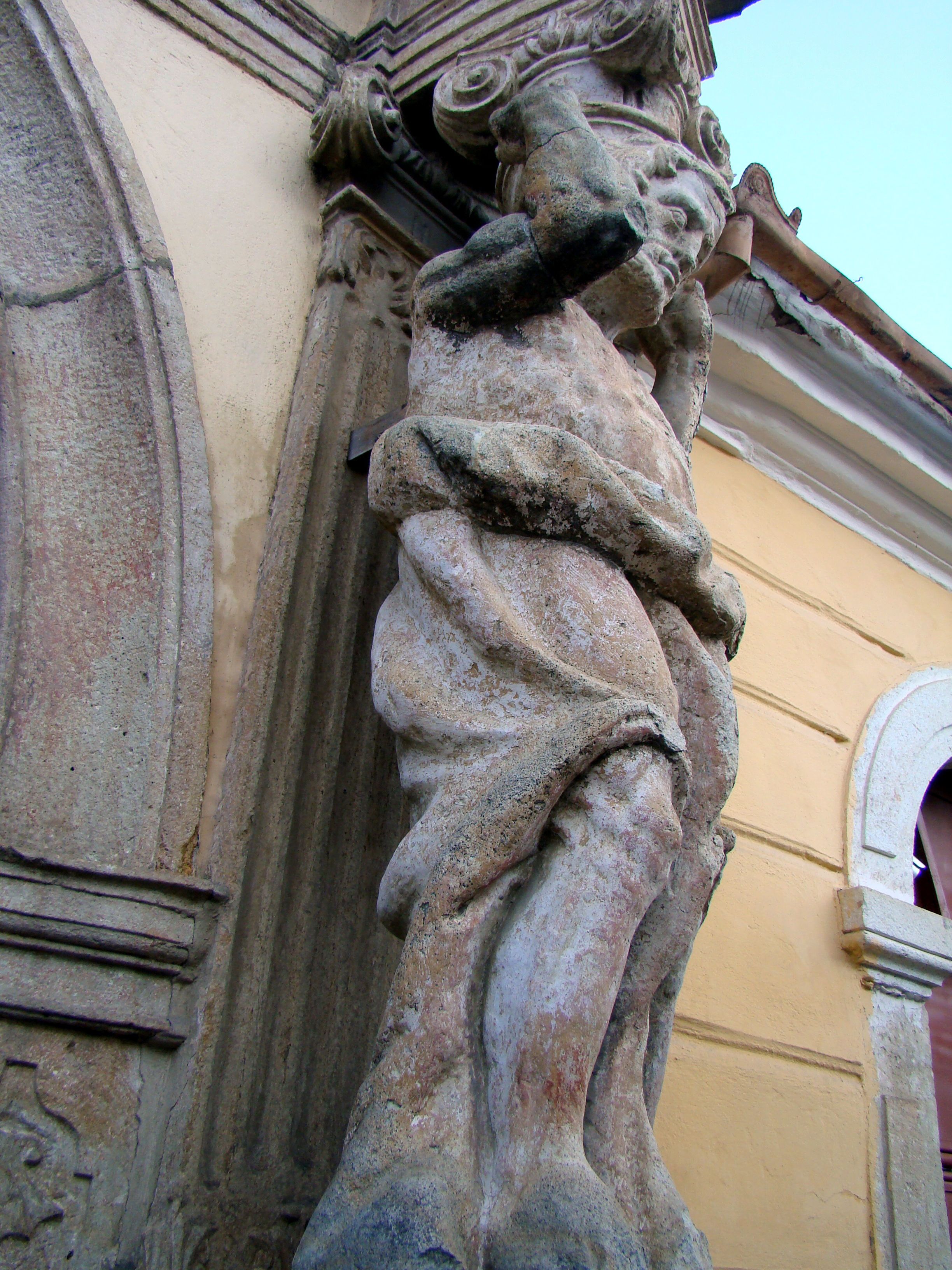
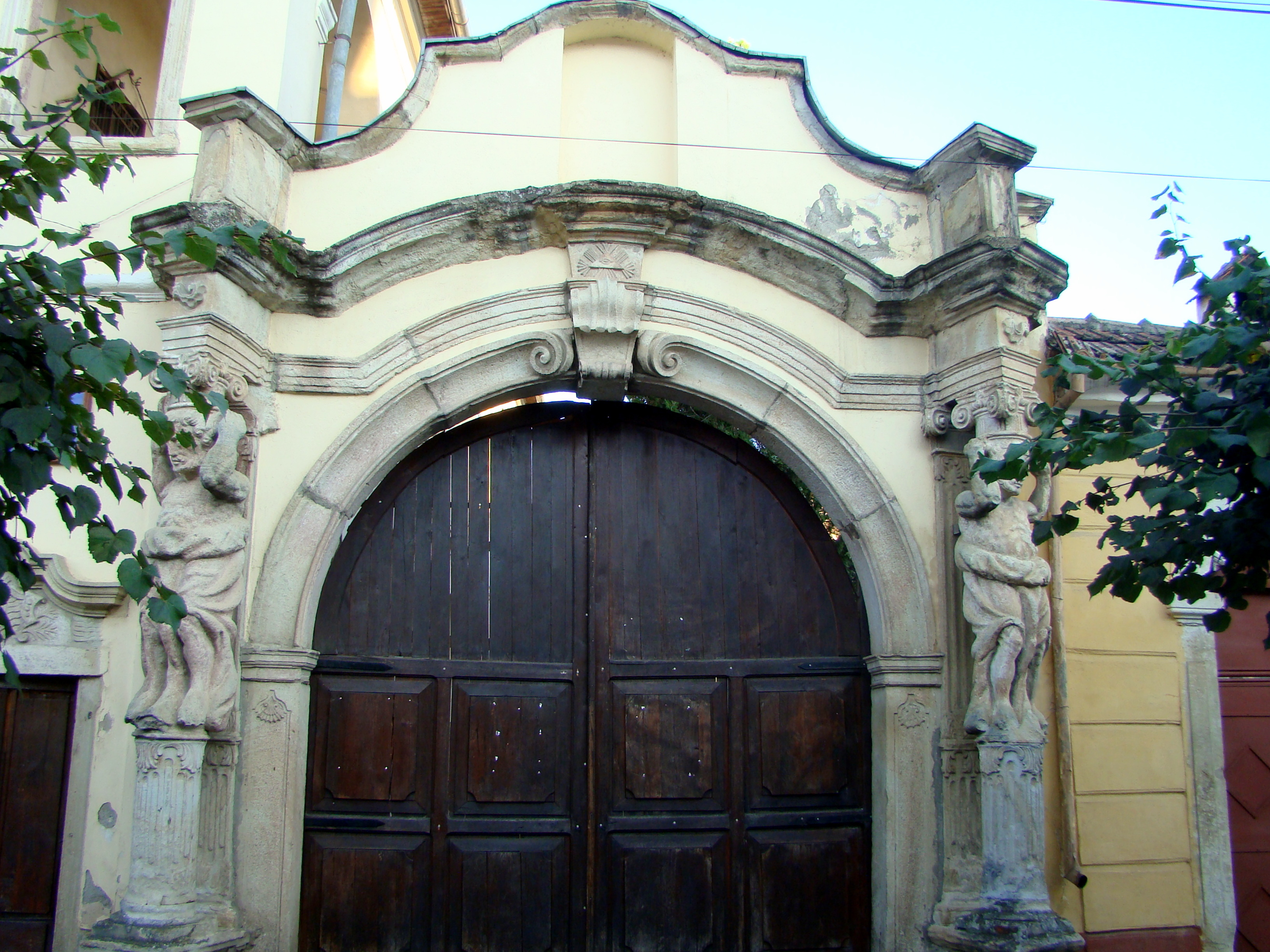
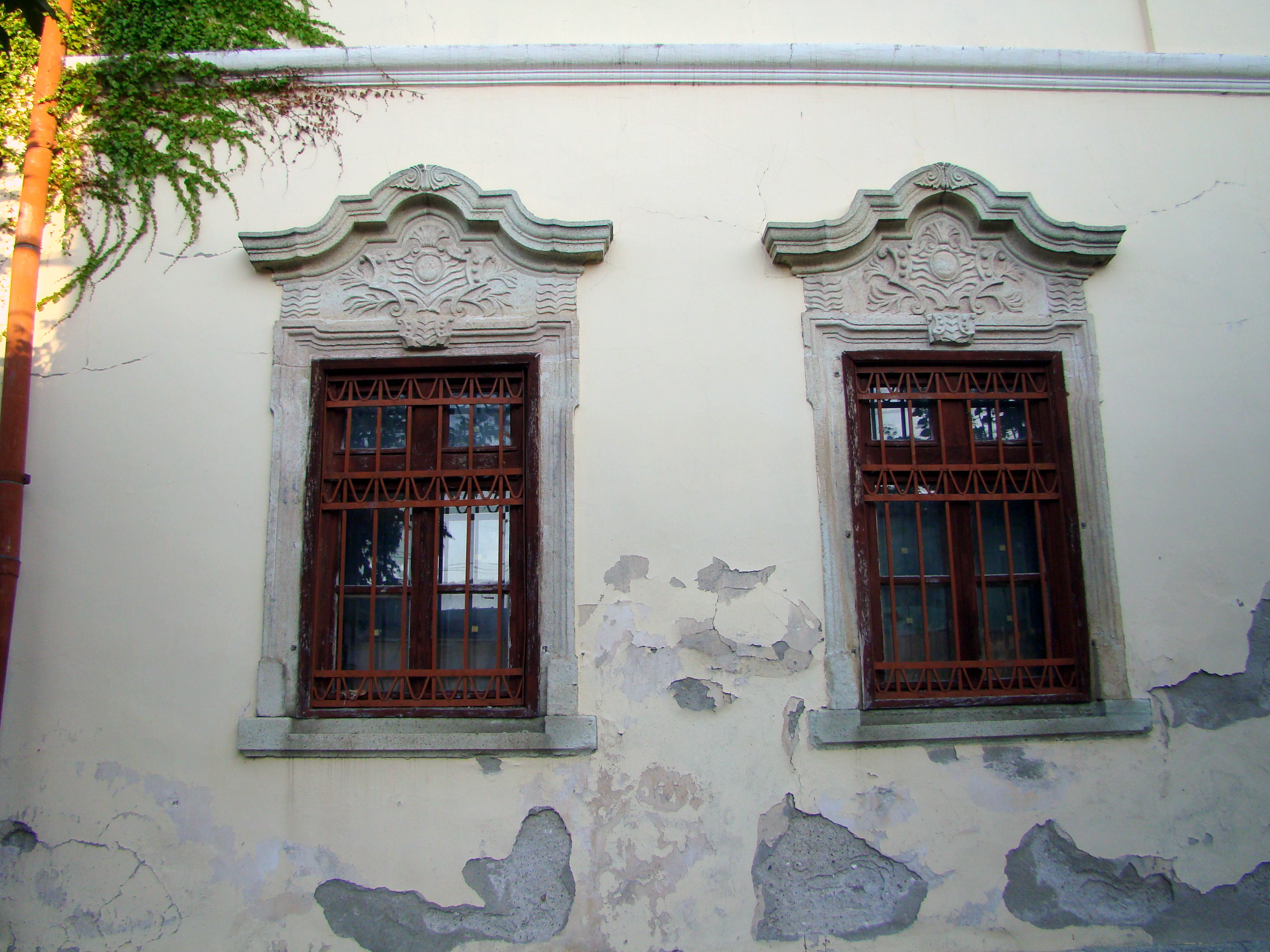
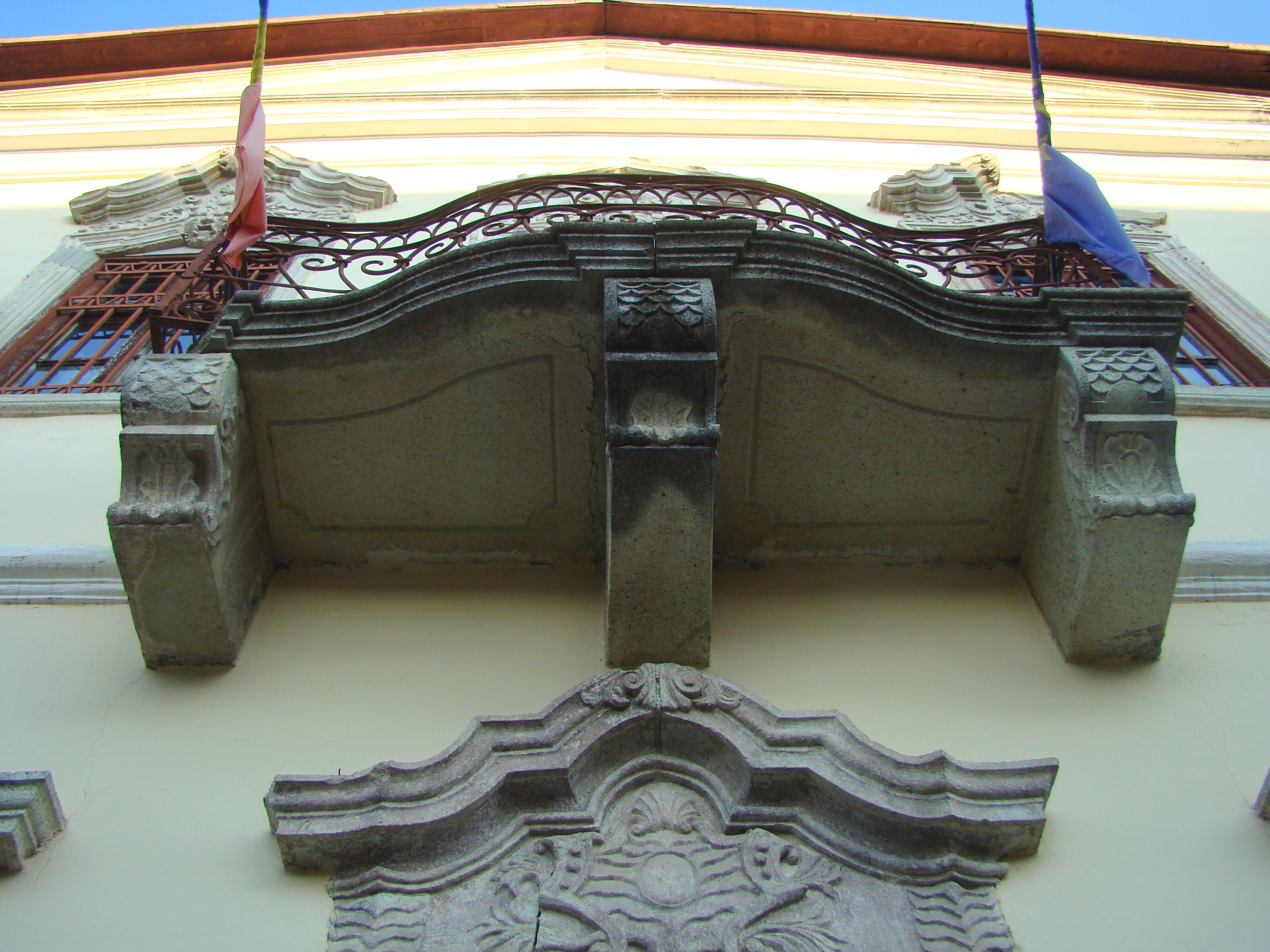
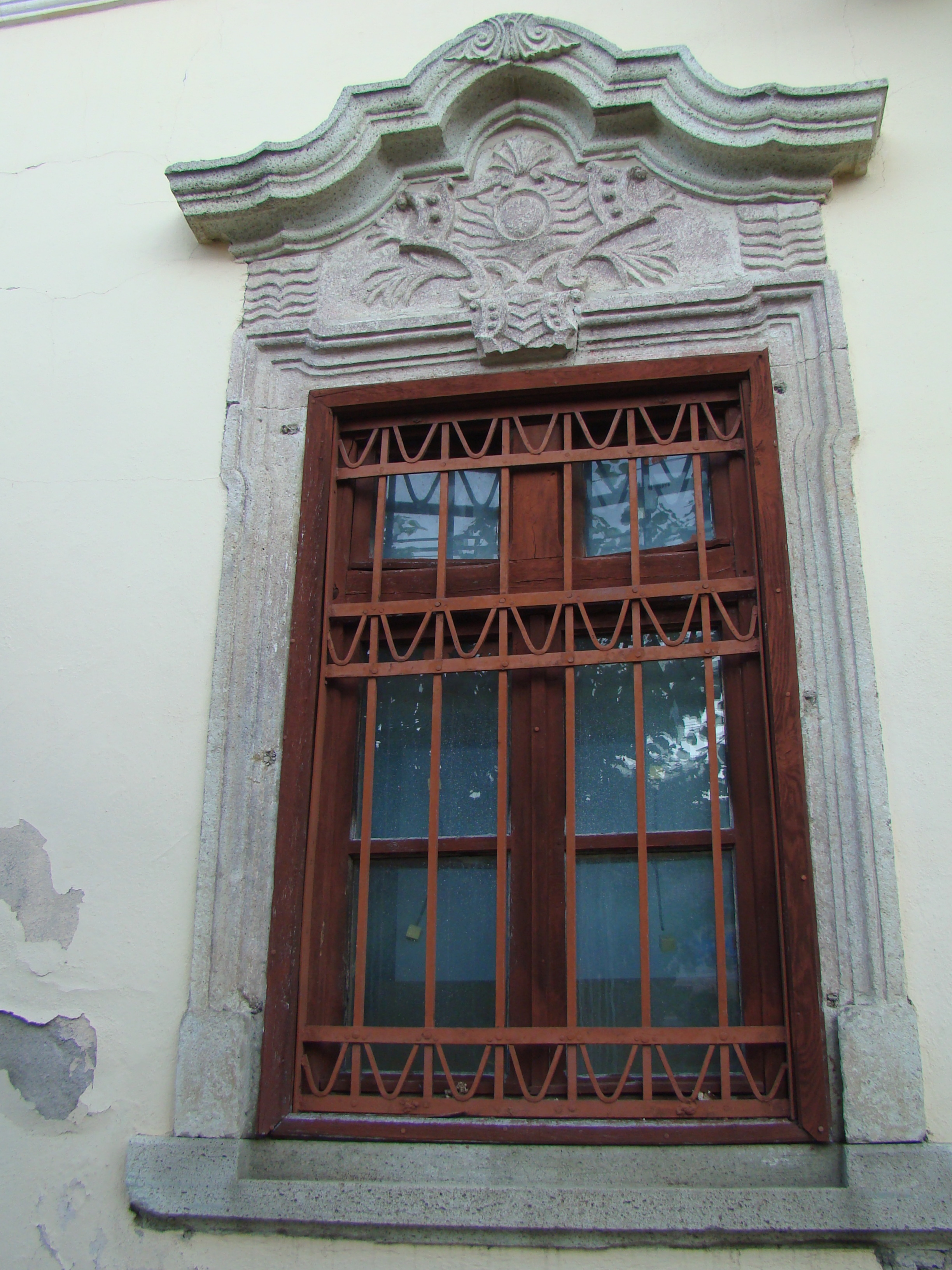
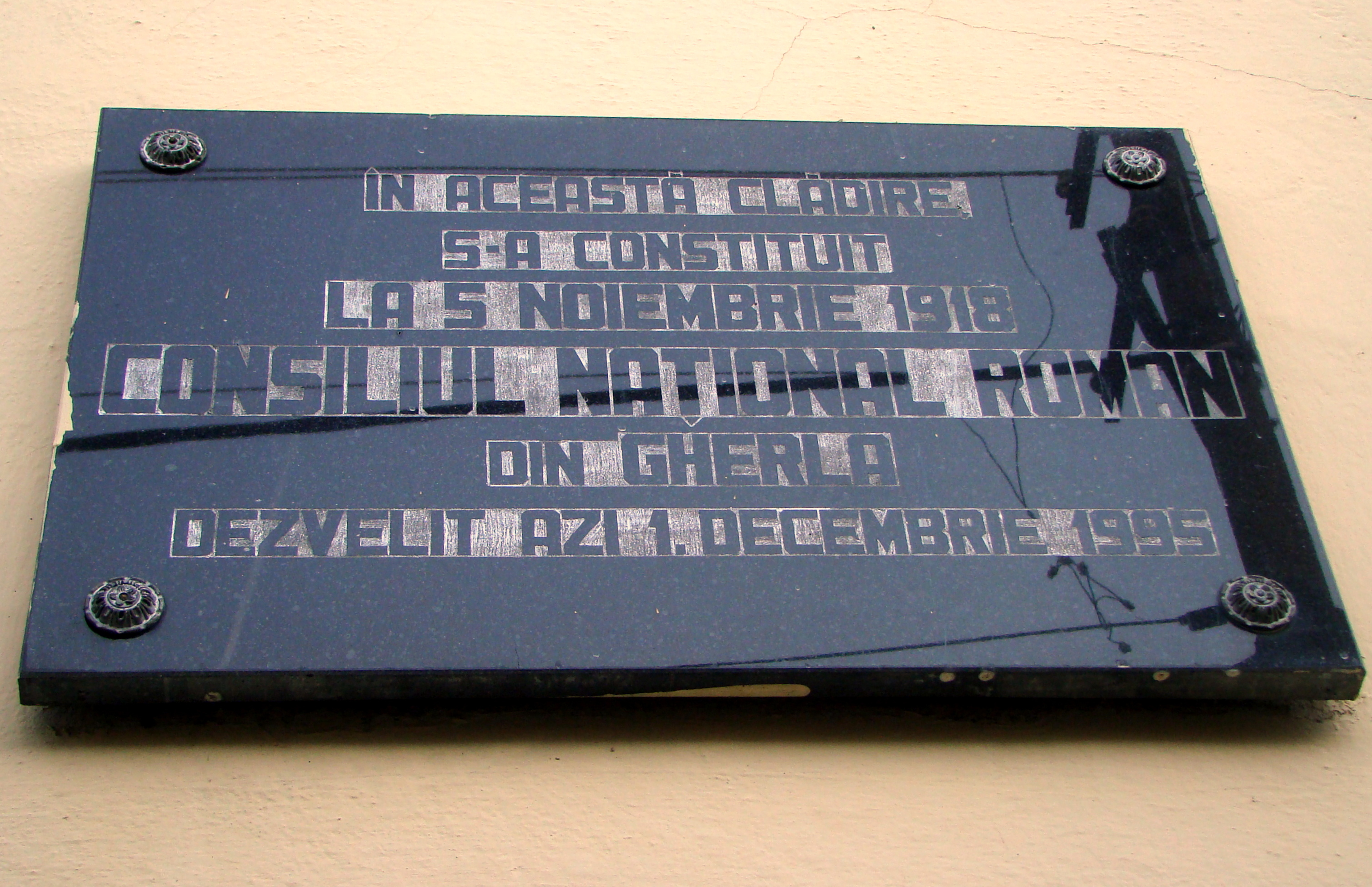
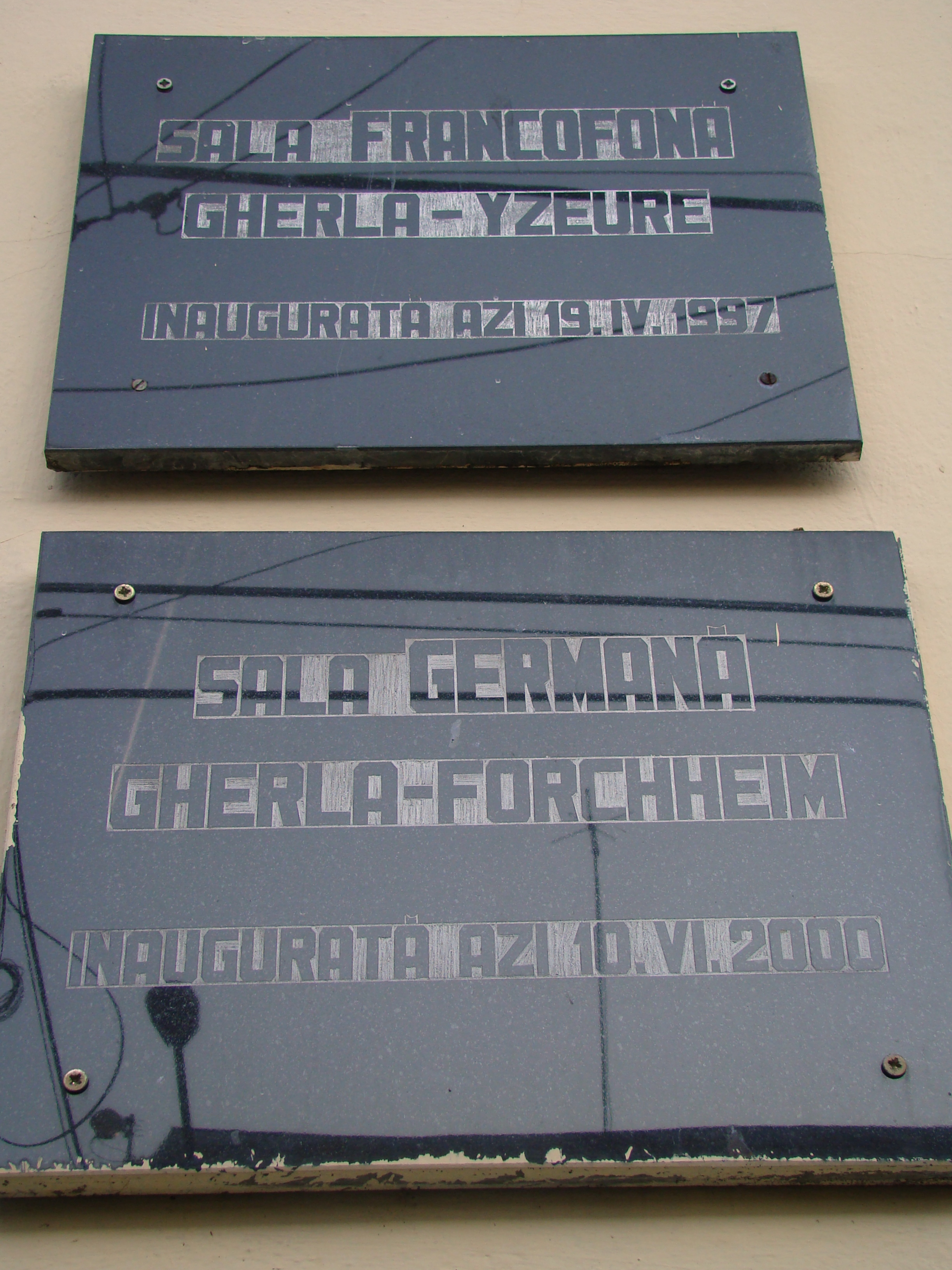
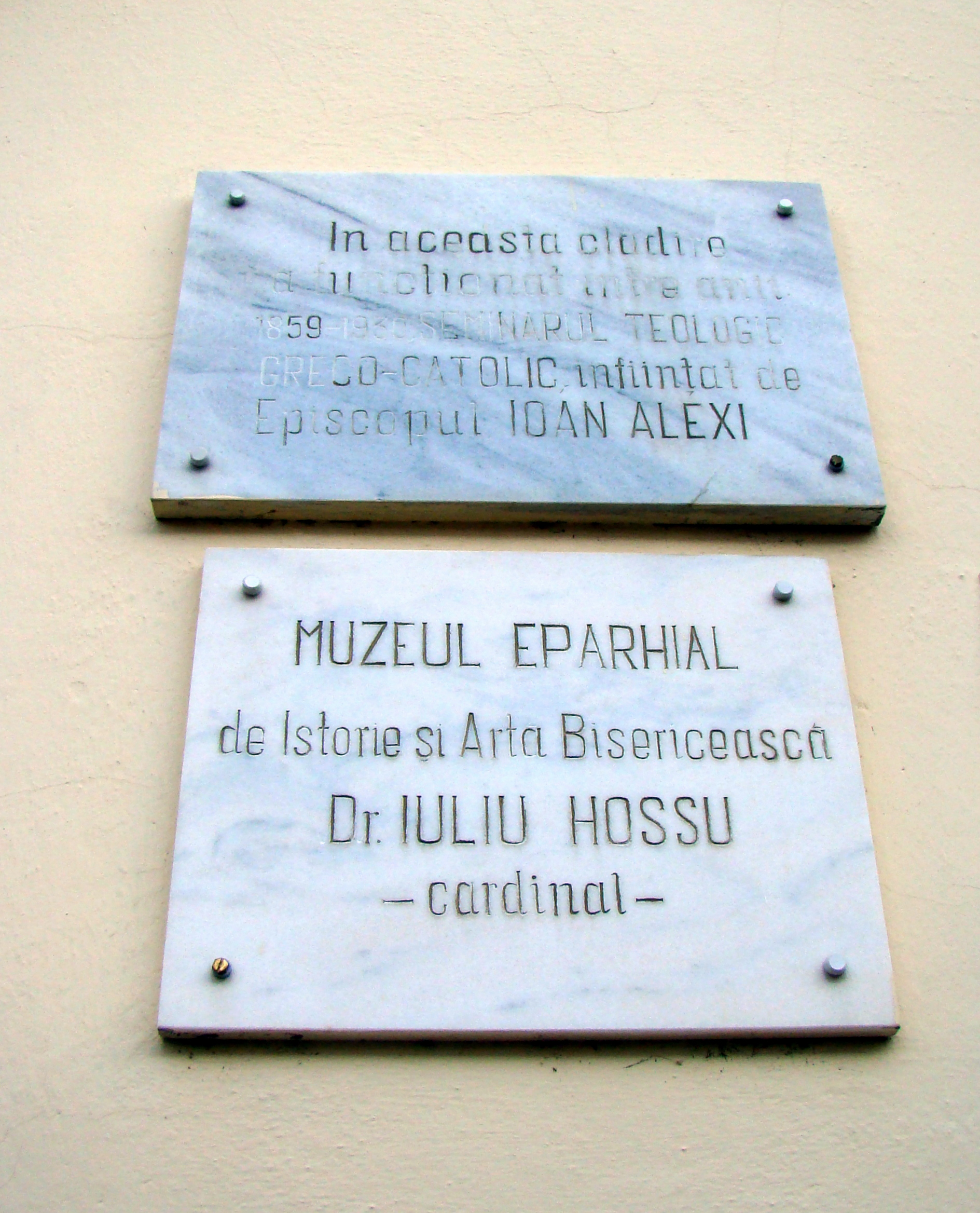
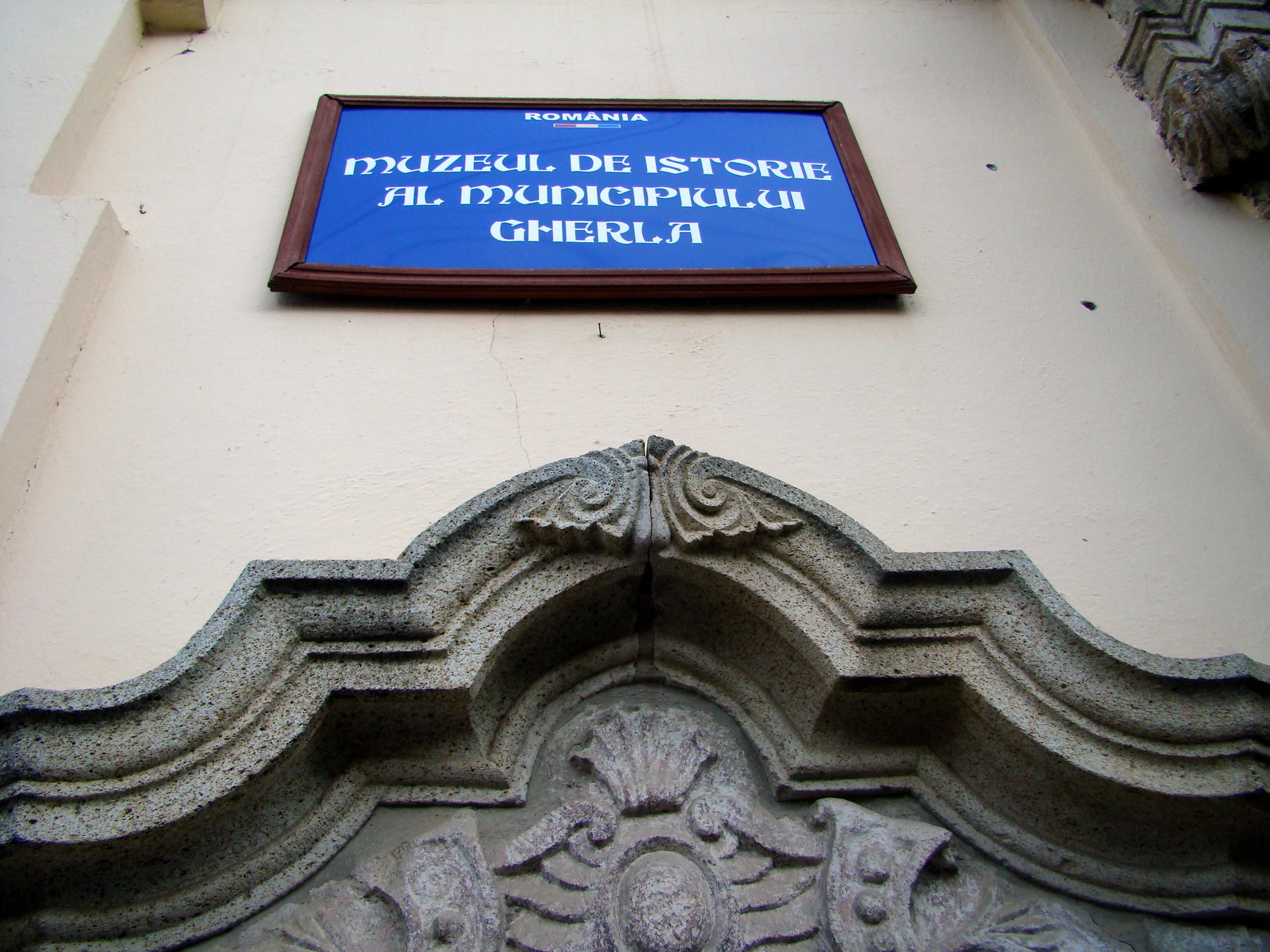
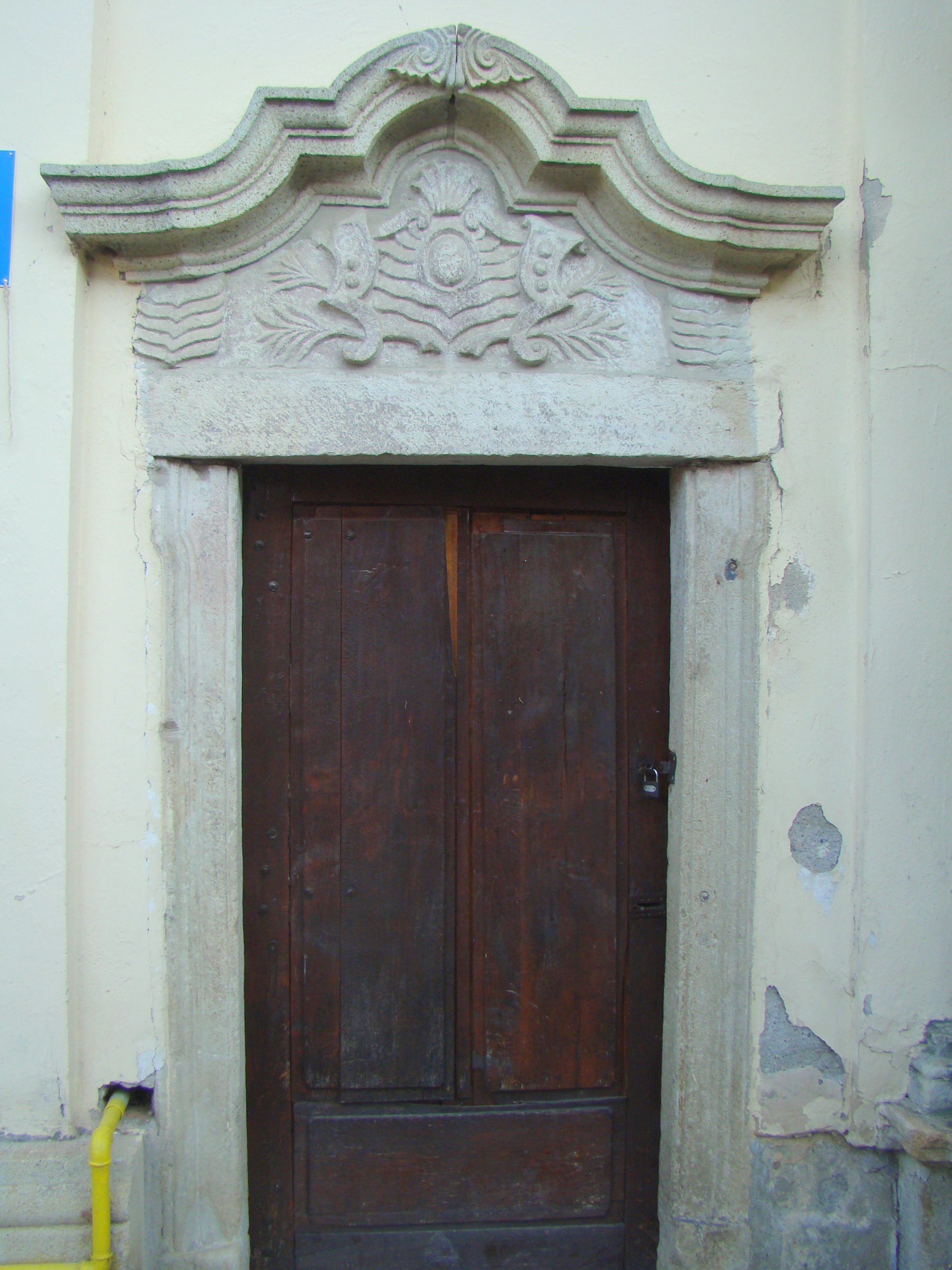

## Directori
1. Alexandru Nicula: 1956 – 1962
2. Ioan I. Chifor: 1962 – 1989
3. Rodica Pintea: 1989 – 2010
4. Mihai Meșter: 2010 - prezent